# العلاقات الألمانية الفلسطينية
العلاقات الألمانية الفلسطينية هي العلاقات الدولية بين جمهورية ألمانيا الاتحادية ودولة فلسطين.

## التاريخ
في أغسطس 1973، افتتح رئيس منظمة التحرير الفلسطينية ياسر عرفات مكتبًا للمنظمة في مدينة بون بألمانيا الشرقية، وكان يُعد أول مكتب للمنظمة في أوروبا الشرقية.
في عام 1980 مُنح المكتب مرتبة سفارة منظمة التحرير الفلسطينية وبقي حتى عام الوحدة بين ألمانيا الشرقية والغربية في 1990.
منذ عام 1974، مُثل الوجود الفلسطيني في ألمانيا الغربية من خلال جامعة الدول العربية، ومركز الإعلام الفلسطيني وكان عبد الله الإفرنجي ممثلًا لمنظمة التحرير الفلسطينية بشكل غير رسمي.
بعد الوحدة عام 1990، دُمج مركز الإعلام الفلسطيني مع مكتب منظمة التحرير الفلسطينية في بون. بعد اتفاقية أوسلو، جرى الاعتراف بالتمثيل الفلسطيني في بون، وفي 7 ديسمبر 1993، رُفع العلم الفلسطيني على مكتب المنظمة في بون لأول مرة، ولاحقًا نُقل مقر السفارة إلى برلين.
تدعم ألمانيا حل القضية الفلسطينية عبر حل الدولتين وإقامة دولة فلسطينية مستقلة على حدود عام 1967.
في 9 أكتوبر 2023، أعلن المتحدث باسم وزارة التنمية الألمانية عن تعليق بلاده المساعدات للفلسطينيين وذلك إثر عملية طوفان الأقصى العسكرية التي بدأت في 7 أكتوبر 2023.
في 12 يناير 2024، أعلنت ألمانيا عن انضمامها إلى محاكمة إسرائيل بتهمة الإبادة الجماعية في محكمة العدل الدولية كطرف ثالث. رفضت الحكومة الألمانيّة تهمة ارتكاب "أعمال الإبادة" الموجَّهة لإسرائيل أمام محكمة العدل الدوليّة، مُحذّرة من "الاستغلال السياسي" لهذه التُهمة.

## جائحة كوفيد 19
في 30 ديسمبر 2021، أعلنت وزيرة الصحة الفلسطينية مي الكيلة أن وزارة الصحة تسلمت حوالي 302,400 جرعة من لقاح موديرنا مُقدمة من ألمانيا عبر مبادرة الوصول العالمي للقاحات كوفيد 19(كوفاكس). 